# POST (HTTP)
POST是一种HTTP请求方法。根据设计，POST请求方法要求Web服务器接收请求消息体（request body）中包含的数据并存储该数据。POST通常在上传文件或提交完整的网页表单时使用。
作为POST请求的一部分，可在请求消息体中将任意数量的任何类型的数据发送给Web服务器。POST请求中的标头字段通常指示消息体中的正文的Internet媒体类型。